# Bolszerieck
Bolszerieck (ros. Большерецк) – nazwa historycznej (nieistniejącej już) osady w Rosji, położonej w południowo-zachodniej części półwyspu Kamczatka w sąsiedztwie jednego z pierwszych, wybudowanych nad rzeką Bolszaja ostrogów (warowni) na tym półwyspie – Bolszerieckiego Ostroga, na terenie obecnego rejonu ust´-bolszerieckiego

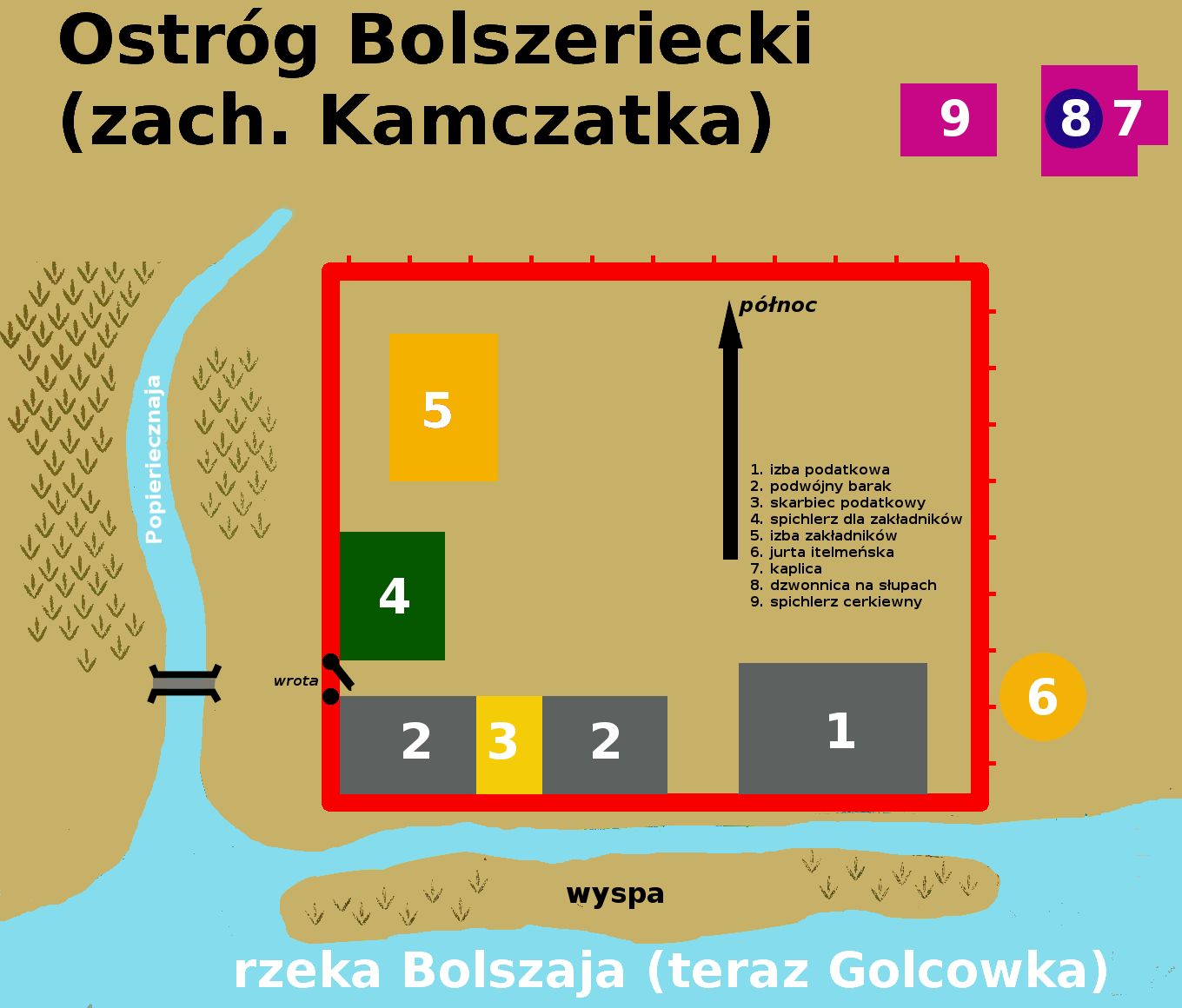
schematyczny szkic Bolszerieckiego Ostroga, ok. 1704

Rosyjskie osadnictwo w rejonie ust´-bolszerieckim datuje się od początków XVIII wieku. 6 sierpnia 1703 kamczacki urzędnik i żołnierz Michajło Zinowiew wysłał z Ostroga Wierchnie-Kamczackiego piętnastu żołnierzy w celu wybudowania nowego ostroga nad rzeką Bolszaja. Bolszerieckij Ostrog (Большерецкий острог) założony został w sąsiedztwie ujścia rzek Golcowka i Płotnikowa do rzeki Bolszaja (która umownie powyżej tego miejsca nosi nazwę Bystraja). W ten sposób założony w 1703 (według innych źródeł – w roku następnym) roku Ostróg Bolszeriecki stał się przyczółkiem rosyjskich posiadłości w południowo-zachodniej Kamczatce.
Z trzech fortów Kamczatki (Wierchnie-Kamczckiego, założonego przez Atłasowa w roku 1698, oraz zbudowanych w 1703 Niżnie-Kamczackiego i Bolszerieckiego) to ten ostatni był stosunkowo najlżej ufortyfikowany, prawdopodobnie z powodu przypuszczenia, że okoliczni rdzenni mieszkańcy – Itelmeni i „Bliskokurylcy” są i pozostaną pokojowo nastawieni wobec Rosjan. Warto jednak zaznaczyć, że owo „pokojowe nastawienie” mogło być również skutkiem faktu, iż w kozackich ostrogach na Kamczatce, oprócz uzbrojonej załogi, przebywali stale tzw. „amanaci”, czyli po prostu zakładnicy spośród ludności miejscowej. Mieli oni oddane do swego użytku pomieszczenia mieszkalne i gospodarcze („anbar” albo „ambar”, czyli spichlerz, czy też magazyn na suszoną rybę – jukołę) i byli swoistą gwarancją bezpieczeństwa europejskich osadników.
Pomimo jednak tej „gwarancji”, w nocy z 6 na 7 czerwca 1706 roku Kamczadałowie działający na zlecenie Dmitrija Jarygina spalili ostróg Bolszerieckij i wymordowali całą jego obsadę. Ślady pożaru zachowały się do dziś w postaci warstwy czarnego popiołu znajdującej się na głębokości około 20-22 centymetrów poniżej poziomu gruntu na całym obszarze dawnego ostroga. Bunt Kamczadałów wywołany był nałożeniem na nich dodatkowej daniny, tzw. „czaszczyny”, przekraczającej trzy- lub nawet ponad-czterokrotnie poziom danin wnoszonych do tej pory („jasak” – danina w naturze: w futrach i skórach); „czaszczyna” powodowała nadzwyczajne bogacenie się urzędników zbierających podatki, co wywoływało sprzeciw rdzennych mieszkańców w całym bolszerieckim rejonie. Zbyt szczupła obsada miejscowych ostrogów spowodowała jednak, że brak było możliwości skutecznego egzekwowania narzuconych przez państwo przepisów od miejscowej ludności, co w rezultacie doprowadziło do znaczącego spadku ściągalności „jasaka” w całym regionie.
Siedliska wybudowane na wzniesieniach nie zalewanych podczas przyborów rzeki Bolszaja i jej licznych kanałów, odgałęzień i dopływów nazywane były „Bolszerieck” (co zanotował w 1727 Vitus Bering w swoich relacjach); w samej zaś twierdzy znajdowały się pomieszczenia administracyjne i urzędowe. Tak zwany „bolszerieckij prisud”, czyli obszar odpowiedzialności ostroga bolszerieckiego, rozciągał się nad rzeką Worowskaja, przez tundrę Ganalskaja do rzeki Awacza i Zatoki Awaczyńskiej na północy i wschodzie aż do Przylądka Łopatka na południu. Był to pierwszy podział Kamczatki na regiony administracyjne.
W celu odbudowania spalonego ostroga wysłano do Bolszeriecka kilkudziesięciu ludzi dopiero po pięciu latach, wiosną 1711. W kwietniu tego roku szturmem opanowali oni tamtejszy warowny obóz Kamaczadalów, który stał się – po otoczeniu go ziemnym wałem – zalążkiem nowego Ostroga Bolszerieckiego. 22 maja 1711 przed ufortyfikowanym nowym ostrogiem pojawiła się duża grupa Kamczadałów i Kurylców. Następnego dnia archimandryta Martinian odprawił nabożeństwo modlitewne dla Kozaków i błogosławił ich do walki. Po tym oblegani wyszli przed fortyfikacje, zaatakowali i pokonali oblegających Kamczadałów, którzy ponieśli straty tak wielkie, że – według późniejszych raportów – ich ciała długo zalegały w rzece Bolszaja. W walkach zginęło tylko trzech Rosjan, a kilku zostało rannych.
Po tym sukcesie Kozacy skierowali się ku Wyspom Kurylskim, na które przeprawili się na niewielkich łodziach i gdzie dotarli – jako pierwsi Rosjanie – jeszcze w tym samym roku. We wrześniu 1711 wrócili z tej wyprawy z powrotem do Bolszerieckiego Ostrogu. W 1713 wypłynęła z Bolszeriecka na Kuryle druga rosyjska wyprawa. W jednej z relacji napisano: „Od brzegu Kamczatki do najbliższej wyspy trzeba iść cały dzień pod żaglami, a do następnej – pół dnia wiosłować”.
W czerwcu 1723 dowodzenie Ostrogiem Bolszerieckim objął A. Popow; w tamtych czasach była to lekko ufortyfikowana drewniana reduta, otoczona parkanem. Jej załogę stanowiło czterdziestu Kozaków wyposażonych w dwie armaty. W zachodnim narożniku ostroga znajdował się spichlerz, pośrodku – pomieszczenie administracyjne, w części północnej zaś pomieszczenie gdzie przetrzymywano kamczackich zakładników, tzw. amanatów.
Jesienią 1727 do Bolszeriecka przybył Vitus Bering z dwoma statkami wyładowanymi zapasami niezbędnymi do przeprowadzenia ekspedycji badawczej Kamczatki. Zaopatrzenie to polecił przetransportować przez niemal cały półwysep (ponad osiemset kilometrów) łodziami po rzekach Bystraja i Kamczatka oraz – pomiędzy rzekami, zimą – przy pomocy psich zaprzęgów na saniach, przy czym łodzie te, sanie i zaprzęgi polecił sprowadzić od mieszkańców okolicznych osad. Transport ten wykorzystany został także do przewiezienia – oprócz ładunku – także samego Vitusa Beringa i jego podkomendnych. Ekspedycja ta spowodowała ogromne niezadowolenie mieszkańców: w trudnych zimowych miesiącach pozbawieni zostali możliwości wykorzystywania swoich środków transportu do własnych potrzeb, a w dodatku nie otrzymali za swoją pracę żadnego wynagrodzenia.
W 1737 roku Martin Spangberg wysłał na Kamczatkę statek „Fortuna”. Statek przezimował w pobliżu Bolszeriecka, w przystani u ujścia rzeki Bolszaja, a rok później Spanberg poprowadził wyprawę do Japonii, wzdłuż archipelagu Wysp Kurylskich. W połowie sierpnia Spanberg wrócił na zimowisko do Bolszeriecka; w tym czasie polecił wybudowanie jeszcze jednego statku (był to slup, który ochrzczono nazwą „Bolszerieck”) oraz latarni morskiej u ujścia rzeki Bolszaja.
Ostróg Bolszeriecki przez kilkadziesiąt pierwszych lat swego istnienia był ośrodkiem administracyjnym Kamczatki i siedzibą jej gubernatora. We wsi według zapisków miczmana P.A. Czaplina (członka załogi wyprawy Vitusa Beringa) w 1726 roku znajdowało się siedemnaście gospodarstw i kaplica. Według natomiast późniejszej relacji Stiepana Kraszeninnikowa (w „Opisie ziem Kamczatki” z 1756 roku), w roku 1737 znajdowała się tu – oprócz kaplicy – także karczma z gorzelnią; ten sam podróżnik wspomina później o cerkwi pod wezwaniem Mikołaja Cudotwórcy.
W 1740 nowy dowódca garnizonu kamczackiego, P. Koliesow, ustanowił Ostróg Bolszeriecki swoją siedzibą. W 1741 dowódca portu w Ochocku, António Manuel de Vieira wraz z Vitusem Beringiem zarządzili utworzenie w Bolszeriecku szkoły dla dwunastu uczniów.
We wrześniu 1768 jeden ze statków przybyłych z Ochocka przywlókł do Bolszeriecka ospę. Epidemia trwała prawie rok – do końca lipca 1769, zabijając w tym czasie tak wielu mieszkańców regionu, że w niektórych przysiółkach nikt nie został żywy, przez co bywały tam miejsca, gdzie ludzkie szczątki gniły bez pochówku.
Bolszerieck był także miejscem, dokąd zsyłano między innymi osoby zamieszane w zamachy i przewroty pałacowe. Pod koniec roku 1770 trafił tu Maurycy Beniowski. Zamieszkał u innego zesłańca, który przebywał w Bolszeriecku już osiem lat. 27 kwietnia 1771 Beniowski zorganizował bunt i wraz z blisko setką innych osób, głównie zesłańców (wśród których było też kilka kobiet), opanował wpierw Bolszerieck, a następnie port Czekawka, z którego udało mu się porwać galeotę „Św. Piotr i Paweł” (według źródeł rosyjskich Swiatyj Piotr). Statkiem tym buntownicy uciekli z Kamczatki, skąd Beniowski trafił m.in. do Japonii, a potem – przez Makau – do Francji.
Bolszerieck stracił znaczenie między innymi wskutek częstych powodzi rzek przepływających w pobliżu i ciągłych zmian ich koryta, co na przestrzeni lat skutkowało utrudnieniem dostępu do wsi łodziami z Morza Ochockiego. Rządzący Kamczatką od 1773 roku generał Magnus Karl von Bem planował przeniesienie centrum administracyjnego z Bolszeriecka do miejscowości Tigil; ostatecznie jednak nowy rosyjski dowódca (urzędujący na Kamczatce od 1780), Franc Rejneke (Reinecke), realizując polecenia płynące od jego przełożonych z Jakucka, postanowił w roku 1785 przenieść swą siedzibę z Ostroga Bolszerieckiego do Niżniekamczacka, co stało się początkiem upadku Bolszeriecka. W 1926 stracił on znaczenie nawet jako ośrodek rejonowy (niższego rzędu), kiedy założony w 1910 roku dwadzieścia kilometrów od wsi posterunek pocztowo-telegraficzny Ust´-Bolszerieck przekształcił się w osadę, do której przeniesiono władze rejonowe i stał się centrum nowego rejonu ust´-bolszerieckiego. Wieś Bolszerieck przetrwała do końca lat 20. XX wieku, kiedy jej mieszkańcy zdecydowali się przeprowadzić się w bardziej dogodne miejsce, kilka kilometrów na północny wschód. Utworzona tam przez nich w latach 1928–1930 osada nosi dziś nazwę Kawalierskoje (jej współrzędne geograficzne to 52°55′45″N 156°34′25″E/52,929167 156,573611). Ze względu na fakt, że przez ostatnie trzysta lat zaszły istotne zmiany w przebiegu rzek regionu ust´-bolszerieckiego, punkty orientacyjne miejsca pierwszego osiedlenia się Rosjan na tym terytorium również uległy zmianie. Obecnie usytuowanie tej dawnej osady można znaleźć na prawym północnym brzegu rzeki Golcowka (części dawnego łożyska rzeki Bolszaja; używa się też innej nazwy tej części łożyska rzeki, nadanej po przeniesieniu się głównego koryta do innych kanałów położonych bardziej na lewo: kanał Manakowa) około jednego kilometra powyżej jej ujścia, między wpadającymi z prawej strony do rzeki Golcowka strumieniami Paranczinowskim, Mostowym i niewielkim kanałem Popieriecznaja.
| Liczba gospodarstw i mieszkańców Ostroga Bolszerieckiego i wsi Bolszerieck na przestrzeni lat | Liczba gospodarstw i mieszkańców Ostroga Bolszerieckiego i wsi Bolszerieck na przestrzeni lat | Liczba gospodarstw i mieszkańców Ostroga Bolszerieckiego i wsi Bolszerieck na przestrzeni lat | Liczba gospodarstw i mieszkańców Ostroga Bolszerieckiego i wsi Bolszerieck na przestrzeni lat | Liczba gospodarstw i mieszkańców Ostroga Bolszerieckiego i wsi Bolszerieck na przestrzeni lat | Liczba gospodarstw i mieszkańców Ostroga Bolszerieckiego i wsi Bolszerieck na przestrzeni lat | Liczba gospodarstw i mieszkańców Ostroga Bolszerieckiego i wsi Bolszerieck na przestrzeni lat | Liczba gospodarstw i mieszkańców Ostroga Bolszerieckiego i wsi Bolszerieck na przestrzeni lat |
| --------------------------------------------------------------------------------------------- | --------------------------------------------------------------------------------------------- | --------------------------------------------------------------------------------------------- | --------------------------------------------------------------------------------------------- | --------------------------------------------------------------------------------------------- | --------------------------------------------------------------------------------------------- | --------------------------------------------------------------------------------------------- | --------------------------------------------------------------------------------------------- |
| rok                                                                                           | 1726                                                                                          | 1772                                                                                          | 1801                                                                                          | 1818                                                                                          | 1868                                                                                          | 1876                                                                                          | 1920-25                                                                                       |
| gospodarstw                                                                                   | 17                                                                                            |                                                                                               |                                                                                               |                                                                                               | 12                                                                                            | 13                                                                                            | 31                                                                                            |
| mieszkańców                                                                                   |                                                                                               | 86                                                                                            | 93                                                                                            | 68                                                                                            | 80                                                                                            | 99                                                                                            | 184                                                                                           |